# 朱鍾鋌
方山昭僖王朱鍾鋌（1448年—1511年），明朝方山庄宪王朱美垣庶长子，晋定王朱济熺孙，晋恭王朱㭎曾孙，明太祖玄孙。后袭爵、被废。

## 生平

### 早年
正统十四年（1449年）二月与其庶二弟朱鍾鏕获赐名。景泰四年（1453年）八月，一同受封镇国将军，赐诰命冠服。五年（1454年）二月，一同获岁禄一千石，米钞各半。九月，朱美垣奏朱鍾鋌、朱鍾鏕缺少役使从人，明代宗命所司於罪人中拨二十人给予。
天顺元年（1457年）三月，明英宗命朱美垣、朱鍾鋌、朱鍾鏕今年歲祿都暫與本色米。

### 袭封
成化六年（1470年）五月，朱美垣去世。
成化八年（1472年）四月，明宪宗遣怀宁侯孙辅、恭順侯吳鑑、武安侯郑宏、庆云伯周寿、清平伯吴玺、靖远伯王添、安顺伯薛珤、宣城伯卫颍为正使，尚宝司丞李璋、刑科给事中杨理、礼科给事中唐章、工科给事中刘昂、吏科右给事中徐英、吏部郎中倪辅、户部郎中文志贞、兵部郎中姚壁为副使，持节册封朱鍾铤为方山王。九年（1473年）九月，遣恭顺侯吴鉴、泰宁侯陈桓、驸马都尉杨伟、遂安伯陈韶、安顺伯薛珤、成安伯郭鐄为正使，吏科给事中李俊、刑科给事中赵杲、礼科给事中张晟、中书舍人黎昊、户部员外郎林孟乔、工部员外郎何淡为副使，册封其夫人于氏进封方山王妃。十年（1474年）三月，赐诰命冠服。

### 被废
当初朱鍾鏕不迟于天顺八年（1464年）四月身故，朱美垣以朱鍾鏕的独子年幼未得封辅国将军为由为朱鍾鏕遗孀张氏请求得岁禄。但其实朱鍾鏕生前无嗣，张氏与其父张瑁、母孙氏图谋让张氏弟弟怀孕的妻妾入府生子，作为张氏自己的儿子，朱鍾鏕也同谋，后来朱鍾鋌为此子奏请得赐名朱奇漺，得封辅国将军。但此事后来被揭发，朱鍾鋌也被揭发近期亲近乐妇、杖死无辜及受贿等罪，宪宗命太监尚亨及刑部郎中张锦等会同官员核实，下都察院问罪。成化十六年（1480年）十月，命革朱鍾鋌王爵、禄米，削朱鍾鏕封号，张瑁、孙氏处斩，张氏、朱奇漺赐自尽，其余都按律问罪，并下敕切责朱鍾鋌，记录其事，遣使者遍示诸王。唯已故的朱美垣未被认为涉案，也没有受到追罚。

### 复封未果
成化二十一年（1485年）三月，晋庄王朱鍾鉉引用赦文条例请求恢复朱鍾鋌的爵位，宪宗下诏不允，只给朱鍾鋌每年米五十石。
弘治二年（1489年）五月，朱鍾鋌再请求复封，明孝宗说已经赐米养赡，没有准许。
朱鍾鋌前后请求复封的奏疏达五十余封，都不获准。弘治四年（1491年）十一月，朱鍾鋌又引用赵府南乐王朱祁鉷复封的例子请求，礼部覆奏，孝宗说朱鍾鋌革爵是因为混淆宗室血脉的重罪，与南乐王所犯不同，难准复爵，又已经给米养赡，却还累次奏扰，不准。弘治七年（1494年）三月，朱鍾鋌又请求复封，不获准。
朱鍾鋌故嫡长子朱奇洹女确山郡君选阳曲县人张龙为仪宾。正德六年（1511年）五月，长史等官奏张龙母郝氏为晋怀王朱表荣王妃之妹，伦序不宜。明武宗下诏令停婚别选。朱鍾鋌奏称确山郡君与晋怀王妃已出五服，没有伦序的问题，礼部也奏称张龙已经与郡君成婚，最后武宗下诏对张龙和郡君的婚事不再追究，张龙停禄米一年，长史等官各停俸三月。

### 身后
同年，朱鍾鋌去世。嫡孙辅国将军朱表椤奏请谥号，事下礼部，因有司朦胧奏报，得赐谥号昭僖。朱表椤奏请复封王爵，由山西镇巡等官查勘得实情，正德九年（1514年）二月，追夺朱鍾鋌谥号，也不让朱表椤袭封。朱鍾鋌的子孙只能以原本官职奉祀方山国。

## 评价
- 《弇山堂别集》卷072：容儀恭美，小心畏忌。

## 家庭

### 妻
- 王妃于氏

### 子孙
- 嫡长子镇国将军朱奇洹，正德六年（1511年）五月已故
  - 確山郡君，仪宾張龍
  - 嫡子辅国将军朱表椤，弘治七年（1494年）四月按制度赐誥命冠服[20]，嘉靖元年（1522年）四月奪祿米四分之一，收銷典仗、印信，革去民校三十名[21]，二十八年（1549年）四月在世[22]
  - 第四子辅国将军朱表構，弘治七年（1494年）七月赐名，[23]十六年（1503年）七月按制度赐誥命冠服[24]
  - 第五子朱表柵，弘治七年（1494年）七月赐名[23]
- 第四子镇国将军朱奇湊，成化十年（1474年）七月赐名[25]
  - 嫡长子朱表梌，弘治十一年（1498年）七月赐名[26]
- 第七子镇国将军朱奇漴，弘治三年（1490年）四月赐名[27]，七年（1494年）四月按制度赐誥命冠服[20]
- 庶第十一子朱奇，弘治五年（1492年）十月赐名[28]
- 县主，仪宾田朴[29]